# SN 2007rl
SN 2007rl – supernowa typu Ia odkryta 4 listopada 2007 roku w galaktyce A022133-0022. W momencie odkrycia miała maksymalną jasność 22,50m.